# Diaphus lucidus
Espèce
Synonymes
Diaphus monodi Fowler, 1934
Diaphus lucidus est une espèce de poissons qui a été fusionnée avec l'espèce Diaphus monodi, nommée en hommage à Théodore Monod.